# Droga wojewódzka 294
Die Droga wojewódzka 294 (DW 294) ist eine 24 Kilometer lange Droga wojewódzka (Woiwodschaftsstraße) in der polnischen Woiwodschaft Lebus, die Trzebiel mit Jasień verbindet. Die Strecke liegt im Powiat Żarski.

## Streckenverlauf
Woiwodschaft Lebus, Powiat Żarski
-  Trzebiel (Triebel) (DK 12)
- Tuplice (Teuplitz)
- Cielmów (Zilmsdorf)
- Czerna (Tzscheeren)
- Grabów (Grabow)
- Bronice (Brinsdorf)
- Zieleniec (Grünhölzel)
- Lisia Góra (Liesegar)
-  Jasień (Gassen) (DW 287)